# 바레이
바르바라 레이사발 곤살레스알레르(Bárbara Reyzábal González-Aller, 예명:바레이 (Barei), 1982년 3월 29일 ~ )는 스페인의 싱어송라이터이다. 유로비전 송 콘테스트 2016에서 스페인 대표로 참가했다.